# طاهر عبدالجبار
طاهر عبدالجبار (به تاجیکی: Тоҳир Абдул Ҷаббор) (زادهٔ ۱۹۴۶ – درگذشتهٔ ۲۱ آوریل ۲۰۰۹) سیاستمدار تاجیکستانی بود. او بنیان‌گذار حزب رستاخیز تاجیکستان بود. وی به‌خاطر تلاش‌هایش برای آزادی تاجیسکتان، به‌عنوان «معمار استقلال تاجیکستان» شناخته می‌شود.

## فعالیت‌ها
فعالیت وی نخست به عنوان پژوهشگر علوم اقتصادی در فرهنگستان علوم تاجیکستان آغاز شد. او در اواخر دهه ۱۹۸۰، به‌طور رسمی مخالف شوروی بود و از ارزش‌های ملی تاجیکستان دفاع می‌کرد. چندی بعد با گروهی از طرفداران و هم‌فکرانش جنبش مردمی رستاخیز را پایه‌گذاری کرد که مخالف حزب کمونیست اتحاد شوروی بود و از استقلال تاجیکستان حمایت می‌کرد.
طاهر عبدالجبار، در سال ۱۹۹۱ اولین طرح اعلامیه استقلال تاجیکستان را نوشت و به عنوان عضو پارلمان به شورای عالی معرفی کرد. این طرح پذیرفته نشد، ولی بعدها در انحلال اتحاد جماهیر شوروی، پارلمان تاجیکستان ناچار شد از مفاد طرح عبدالجبار استفاده کند.

## اواخر زندگی و درگذشت
وی در زمان آغاز جنگ داخلی طی سال‌های ۱۹۹۲ تا ۱۹۹۷، کشور تاجیکستان را ترک کرد و زمانی در ایران و سپس مدتی در قرقیزستان به سر برد. سرانجام پس از تحمل مدت طولانی بیماری سرطان، در تاریخ ۲۱ آوریل ۲۰۰۹ مورخ ۱ اردیبهشت ۱۳۸۸، درگذشت.